# Spektroskopia fotoelektronów w zakresie promieniowania X

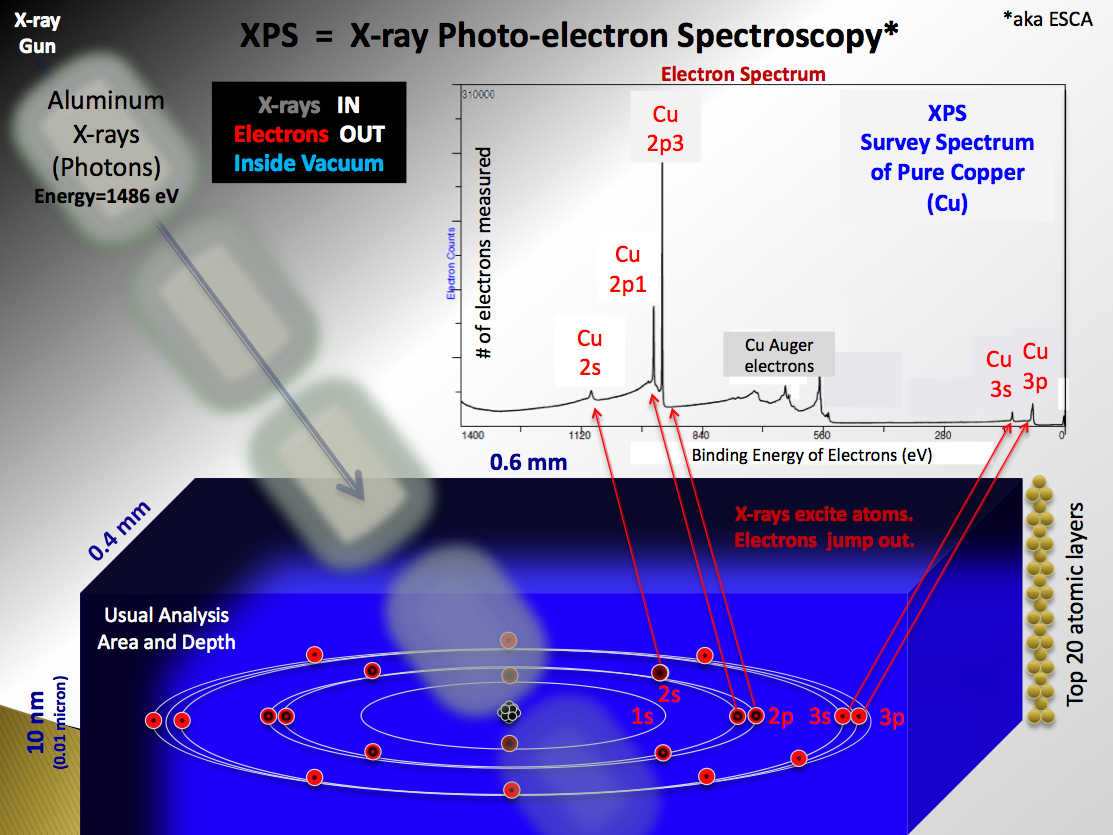
Schemat metody XPS

Rentgenowska spektrometria fotoelektronów (XPS, z ang. X-ray photoelectron spectroscopy) – odmiana spektroskopii elektronowej polegająca na analizie rozkładu energii kinetycznej fotoelektronów emitowanych w wyniku wzbudzenia próbki promieniowaniem charakterystycznym z zakresu miękkiego promieniowania rentgenowskiego.

## Podstawy fizyczne

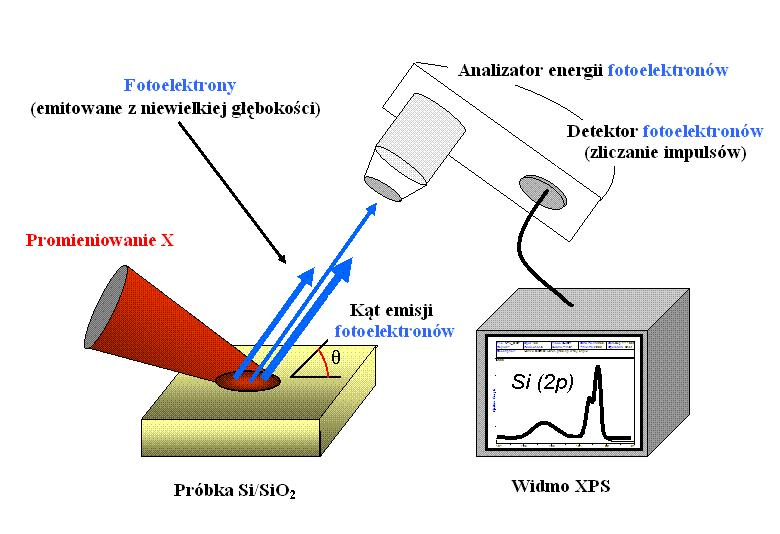
Rys. 1. Schematyczny rysunek przedstawiający wzbudzanie próbki promieniowaniem RTG i emisji fotoelektronów

Monochromatyczna wiązka pierwotna promieniowania rentgenowskiego, powstała przez ograniczenia widma do zakresu zawierającego intensywną linię promieniowania charakterystycznego, jest kierowana na badaną próbkę. Oddziaływanie wiązki pierwotnej z materiałem powoduje wybicie elektronów (fotoelektronów) z atomów ulokowanych na powierzchni próbki. Energia kinetyczna fotoelektronów jest mierzona przez detektor (rys. 1).
Obszar emisji fotoelektronów jest bardzo płytki, co ogranicza tę metodę tylko do pomiaru powierzchni. Przyjmuje się, że głębokość pomiaru wynosi:
{\displaystyle 3\cdot {\overline {\lambda }},}
gdzie:
{\displaystyle {\overline {\lambda }}} – średnia droga swobodna elektronu.
Wybicie elektronu z wewnętrznej podpowłoki powoduje powstanie na tej podpowłoce niesparowanego spinu. Niesparowany spin s pozostałego elektronu dodaje się do jego orbitalnej liczby kwantowej l. Mamy wtedy do czynienia ze sprzężeniem spin-orbita objawiającym się powstaniem dodatkowej liczby kwantowej j (sumaryczny moment pędu). Przed wzbudzeniem atomu poszczególne podpowłoki i ich stany energetyczne nachodziły na siebie, tak iż niemożliwe było ich odróżnienie.
Energia wiązki pierwotnej E0 wynosi około 1500 eV i jest często określana mianem miękkiego promieniowania rentgenowskiego.
W wyniku wzbudzenia atomów emitowane równolegle są elektrony Augera dokładnie tak samo jak w przypadku spektroskopii elektronów Augera (AES), które wchodzą do widma pomiarowego.
Podstawą metody XPS są równania opisujące bilans energetyczny:
- Dla fotoelektronów

{\displaystyle E_{k}=h\nu -E_{BE}-\Phi .}
- Dla elektronów Augera

{\displaystyle E_{k}=E_{BE1}-E_{BE2}-E_{BE3}-\Phi ,}
gdzie:
{\displaystyle E_{k}} – energia kinetyczna fotoelektronu/elektronu Augera [eV],
{\displaystyle h} – stała Plancka [eV·s],
{\displaystyle \nu } – częstotliwość fali [s−1],
{\displaystyle E_{BEx}} – energia wiązania dla konkretnego poziomu energetycznego „x” [eV],
{\displaystyle \Phi } – praca wyjścia elektronu opuszczającego powierzchnię materiału [eV].
Z powyższych modeli matematycznych można wywnioskować, iż:
- energia kinetyczna fotoelektronów zależy od energii padającego promieniowania rentgenowskiego {\displaystyle (h\nu ),}
- energia kinetyczna elektronów Augera nie zależy od energii padającego promieniowania rentgenowskiego.

## Widmo XPS

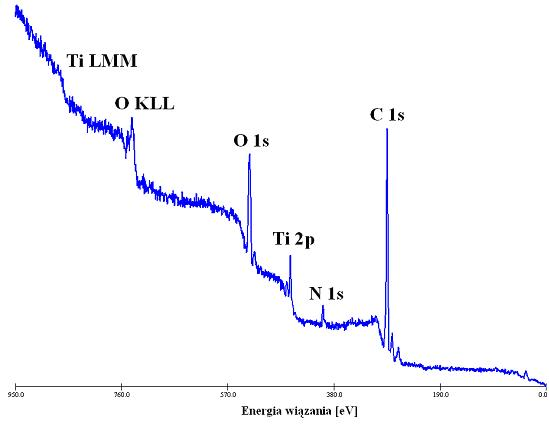
Rys. 2. Przykładowe widmo przeglądowe XPS przedstawiające piki fotoelektronów i elektronów Augera czystego tytanu w skali energii wiązania

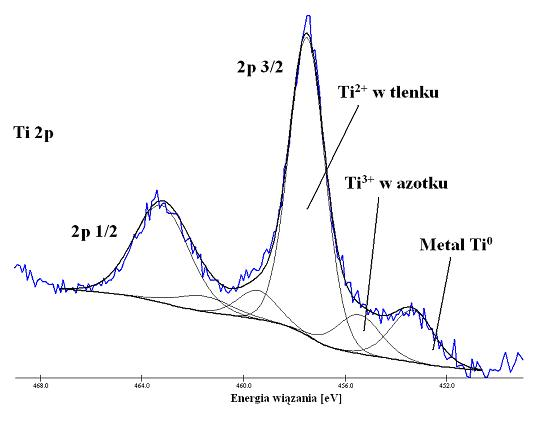
Rys. 3. Przykładowe widmo szczegółowe XPS przedstawiające stany chemiczne, w których znajduje się czysty w skali energii wiązania

Widmo metody XPS składa się z dwóch podstawowych tworów:
- linii spektralnych – są to linie utworzone przez zebrane fotoelektrony i elektrony Augera, które opuściły powierzchnię badanej próbki bez strat energii kinetycznej. Położenie uzyskanych sygnałów na skali energii pozwala określić skład chemiczny próbki.
- linii tła – są to linie utworzone przez zebrane elektrony, które doznały utraty części energii kinetycznej na skutek różnych zjawisk (najczęściej zderzeń niesprężystych).

Widmo XPS może być przedstawione w dwóch skalach:
- na skali energii wiązania
  - położenie linii spektralnych fotoelektronów nie zmienia się, a położenie linii spektralnych elektronów Augera zmienia się w zależności od energii użytego promieniowania rentgenowskiego.
- na skali energii kinetycznej
  - położenie linii spektralnych fotoelektronów zmienia się, a położenie linii spektralnych elektronów Augera nie zmienia się w zależności od energii użytego promieniowania rentgenowskiego.

Wyróżnia się dwa podstawowe typy widm XPS:
- widmo przeglądowe – charakteryzujące się szerokim zakresem energii, małą rozdzielczością, występowaniem licznych linii spektralnych i pozwala jedynie zgrubnie ocenić obecność pierwiastków na badanej powierzchni (rys. 2).
- widmo szczegółowe – charakteryzuje się wąskim zakresem energii, dużą rozdzielczością, analizuje się zwykle linie spektralną wybranego pierwiastka w celu zbadania przesunięć chemicznych (rys. 3).

Energia wiązania charakterystycznych pików fotoelektronowych (1s, 2s, 2p) są standaryzowane i dlatego XPS pozwala na łatwą jakościową analizę składu chemicznego warstwy powierzchniowej. Możliwa jest również ilościowa analiza poprzez pomiar intensywności pików.
Proces Augera jest charakteryzowany przez zespół trzech liter ze wskaźnikami, określający odpowiednio poszczególne powłoki (litery) i podpowłoki (wskaźniki) biorące udział w procesie Augera. Idąc od największych energii, powłoki są oznaczane kolejno literami K L M N O.
Efekt Augera nie zachodzi dla wodoru i helu. Dla atomów z większymi liczbami atomowymi zachodzą następujące przejścia:
| Liczba atomowa Z | Typ przejścia |
| ---------------- | ------------- |
| 3 – 14           | KLL           |
| 14 – 40          | LMM           |
| 40 – 82          | MNN           |
| > 82             | NOO           |

Na kształt piku mają wpływ:
- kształt pasma, z którego jest emitowany elektron,
- straty plazmonowe,
- rozszczepienie subtelne poziomów,
- otoczenie chemiczne atomu emitującego elektrony.

## Przesunięcie chemiczne
Orbitale atomów tego samego pierwiastka znajdujące się w różnym otoczeniu chemicznym, wykazują nieznaczne różnice energii wiązania (1–10 eV). Przesunięcie chemiczne jest konsekwencją oddziaływania otoczenia chemicznego atomu, które objawia się przyciąganiem/odpychaniem elektronów w paśmie walencyjnym i przewodzenia, mechanizm jest opisywany przez pasmową teorię przewodnictwa.

## Aparatura
Standardowa aparatura wykorzystywana w metodzie XPS zawiera:
- źródło wiązki pierwotnej (lampa rentgenowska),
- detektor (półkulisty spektrometr XPS),
- układ próżniowy,
- układ zasilający i chłodzący.

## Możliwości XPS
- Umożliwia detekcję i analizę ilościową wszystkich pierwiastków z czułością 0,1–0,5 at.%  (z wyjątkiem wodoru i helu)[1].
- Wyznaczanie rodzaju wiązań chemicznych, w których biorą udział pierwiastki obecne na powierzchni.
- Pozwala identyfikować stany chemiczne pierwiastków.
- Istnieje możliwość wykorzystania trawienia jonowego i pomiaru kątowego zwiększającego możliwości pomiarowe.

## Wady XPS
- Występowanie efektów termicznych (powierzchnie o słabej przewodności termicznej) np. lokalnych stopień powierzchni, desorpcji termicznej, dekompozycji warstw, segregacji.
- Powierzchnia poddawana analizie jest duża z powodu trudności, jakie sprawia skupianie wiązki promieniowania rentgenowskiego (w rzeczywistości otrzymujemy uśredniony wynik z dużej powierzchni).